# Gespikkelde korstmosspanner
De gespikkelde korstmosspanner (Fagivorina arenaria) is een nachtvlinder uit de familie van de spanners (Geometridae). 
De voorvleugellengte bedraagt tussen de 13 en 16 mm. De basiskleur van de voorvleugel is wit met een zwarte spikkeling en een tekening van bruine en zwarte vlekken. 
De waardplanten van de gespikkelde korstmosspanner zijn niet met zekerheid bekend. Sommige auteurs noemen korstmossen, andere spreken van beuk en eik. De soort overwintert als pop. De vlinder vliegt in juni en juli.
De soort komt vooral in Centraal- en Oost-Europa voor. Noordelijk tot het zuiden van Scandinavië, zuidelijk tot Italië. In Nederland is hij recent niet meer waargenomen.